# St. Vitus (Mauerstetten)

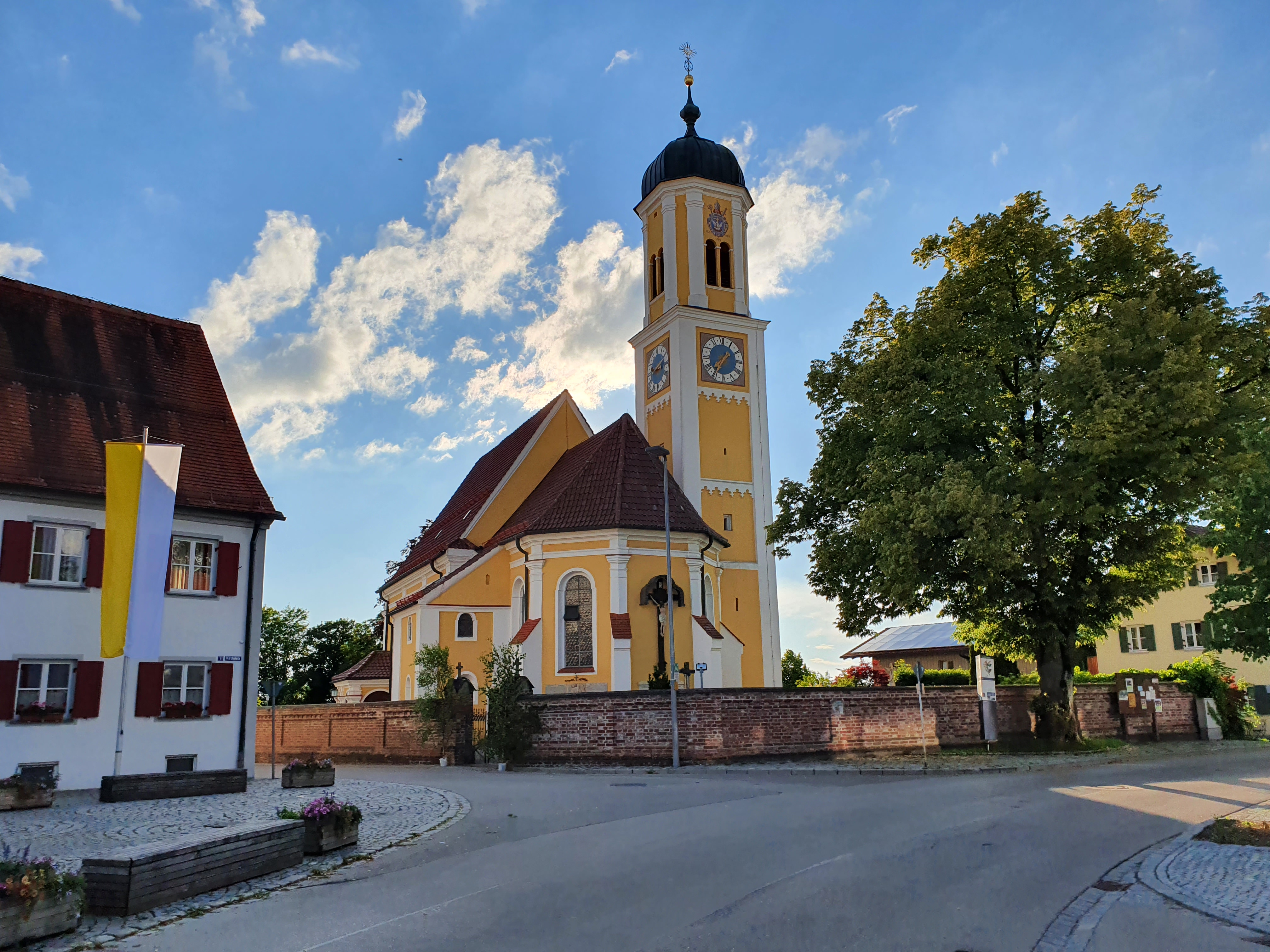
Kirche St. Vitus in Mauerstetten

St. Vitus im oberschwäbischen Mauerstetten ist eine katholische Pfarrkirche im Bistum Augsburg. Sie gehört zum Dekanat Kaufbeuren im schwäbischen Landkreis Ostallgäu.

## Lage
Die geostete Kirche steht am südwestlichen Ortsrand südlich der Staatsstraße 2014. Sie ist mit einer unverputzten Ziegelmauer umfriedet, die im Westen für den Zugang zum neuen Friedhofsareal durchbrochen ist. An der nordwestlichen Ecke befindet sich eine Lourdes-Grotte.

## Geschichte

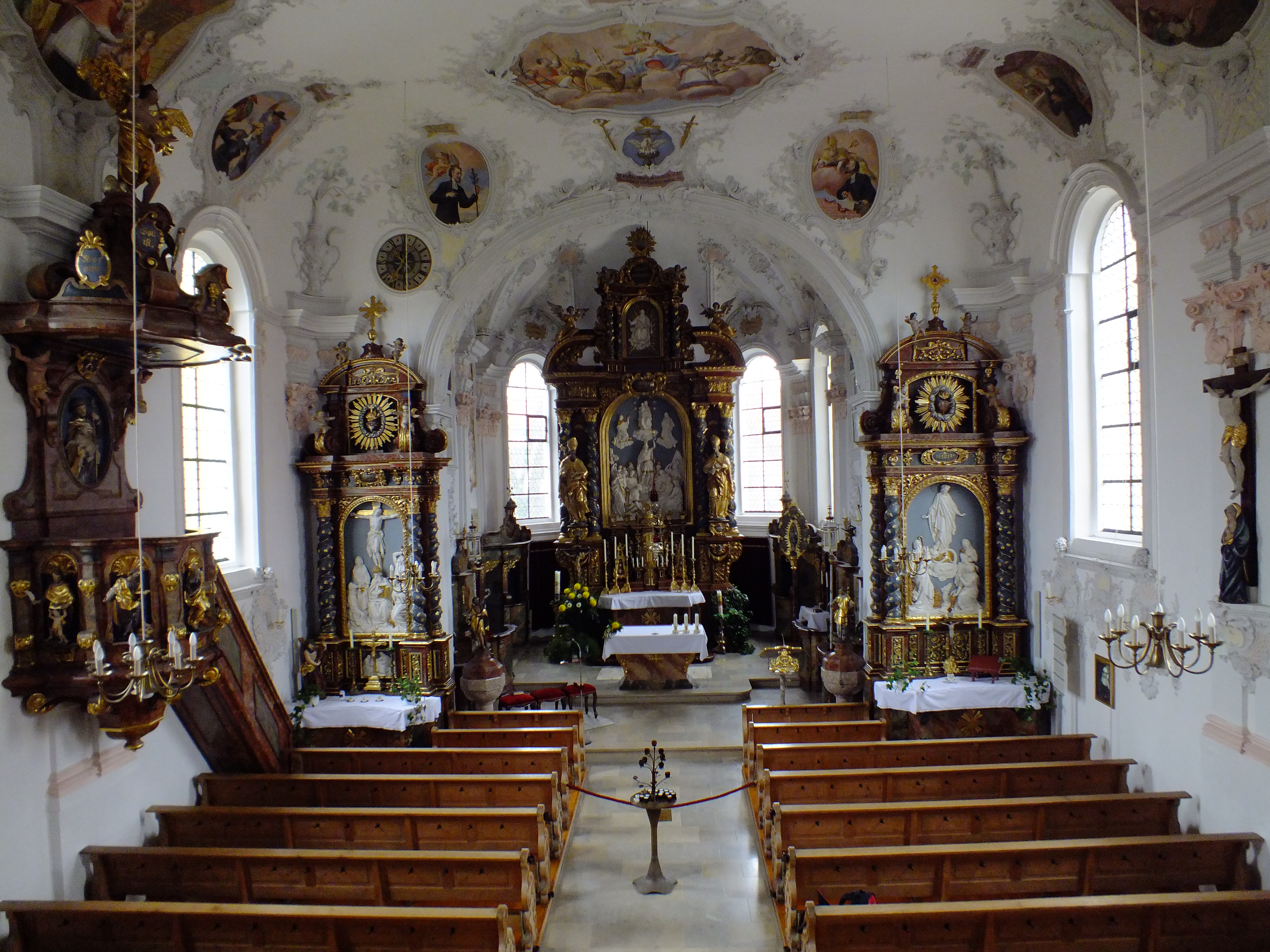
Der Blick in den Chor

Im Jahre 1480 wurde ein Neubau an der Stelle einer Vorgängerkirche geweiht, von der noch die Kerne des Chors und des Turmes erhalten sind. Das Langhaus wurde gegen 1696 neu gebaut. Gleichzeitig wurden Sakristei und Vorzeichen angebaut, die Weihe fand 1704 statt. 1712 erhielt die Kirche eine Empore, 1746 wurde das Turmobergeschoss aufgesetzt. Größere Restaurierungen fanden 1871 bis 1877 und 2004 statt.

## Baubeschreibung
Der einachsige Chor hat einen Fünfachtelschluss und eine Stichkappentonne. Die Fenster haben eingezogene Rundbögen. In der westlichen Chorachse sind es Blendfenster mit je einem längsrechteckigen Oratorienfenster. Die Türen zum Turmaufgang und zur Sakristei sind schlicht gehalten und haben Kröpfrahmen an den Flügeln. Der Chor ist mit zweistufig gekröpften Pilastern gegliedert. Die Solnhofer Platten im Fußboden bilden ein Sternenmuster. Der Chorbogen ist rund, das Langhaus mit einem Spiegelgewölbe besteht aus drei Fensterachsen, die Ostecken sind abgerundet. Es ist mit Doppelpilastern gegliedert. An der Westwand befindet sich eine doppelte Empore.
Die Fenster des Langhauses, die in der westlichen Achse verkürzt sind, haben eingezogene Rundbögen. Die farbigen Gläser der halbkreisförmigen Fenster im unteren Bereich der Westwand sind mit der Jahreszahl 1843 bezeichnet, im oberen Teil sind die Fenster längsoval. Die Eichenholztür am rundbogigen Südportal trägt an der Außenseite vier Holzreliefs aus der Zeit um 1872.
Der Chor besitzt an der Außenseite schlichte Strebepfeiler mit Wasserschlag, die bis auf etwa zwei Drittel der Fensterhöhe reichen. Darüber befinden sich toskanische Eckpilaster. Die Gliederung des Langhauses wird durch toskanische Pilaster erreicht. Der Westgiebel ist durch kräftig profilierte Gesimse in drei Geschosse unterteilt.
Das Untergeschoss des Turmes im nördlichen Chorwinkel ist im Gegensatz zu den oberen Geschossen nicht gegliedert. Die drei oberen Geschosse haben Ecklisenen und Kleeblattbogenfriese. Das oberste Geschoss hat abgeschrägte Ecken und Eckpilaster. Außer im Westen besitzen alle Seiten zweiteilige, rundbogige Klangarkaden. Die geschwungene Kuppel ist aus Blech gearbeitet. Unter der Spitze befindet sich ein Knauf. Das Turmuntergeschoss hat ein Kreuzgratgewölbe mit einem Scheibenschlussstein. Die Kehlrippen sind zur Hälfte abgeschlagen. Mit Ausnahme der Südseite befinden sich dort spitzbogige Blenden. Im vierten Geschoss des Turmes sind außer in der Westseite Reste von dreiteiligen, rundbogigen Klangarkaden erkennbar.
Die Sakristei befindet sich im südlichen Chorwinkel und ist zweistöckig. Im oberen Stockwerk befindet sich ein Oratorium. Der Anbau trägt ein Pultdach. In beiden Geschossen befindet sich nach Süden und Osten je ein vergittertes Fenster mit eingezogenem Rundbogen. Die Sakristei ist mit einem Kreuzgratgewölbe, das Oratorium mit einer Flachdecke versehen.
Auf der Südseite des Langhauses befindet sich das Vorzeichen mit einem Walmdach. Es ist kräftig mit Pilastern gegliedert, die Eingänge im Süden und Osten sind rundbogig. Innen hat es ein Kreuzgratgewölbe. An der Westseite befindet sich eine Ölbergnische.

## Ausstattung
Die Kirche ist reich barock ausgestattet. Die Kommunionbank besitzt kräftige, marmorierte Baluster, sie wurde 1738 aufgestellt und 1742 gefasst. Das Taufbecken stammt aus dem Jahr 1873. Auf ihm befindet sich eine Holzfigur Johannes des Täufers aus der zweiten Hälfte des 17. Jahrhunderts, die von Josef Beyrer überarbeitet wurde. Das Weihwasserbecken wurde im selben Jahr geschaffen. Auf ihm befindet sich eine Figur des Heiligen Laurentius aus der zweiten Hälfte des 17. Jahrhunderts, die ebenfalls von Josef Beyrer überarbeitet wurde. Die vier Chorstühle stammen aus dem Jahre 1738 und wurden 1742 gefasst. Sie bestehen aus marmoriertem Holz. An den konvexen Brüstungen befinden sich Vorlagen. Die konkaven Rückwände sind von Voluten flankiert. An den geschwungenen Bekrönungen findet sich Gitterwerk. Die beiden Beichtstühle wurden 1738 geschaffen und 1742 gefasst. Das Laiengestühl stammt aus der Zeit um 1720 und besitzt geschwungene Eichenholzwangen mit einer Blattschnitzerei. Das hölzerne Standkreuz wurde um 1770 bis 1780 geschaffen. Die beiden aus Solnhofer Platten bestehenden Epitaphien wurden für ehemalige Pfarrer der Gemeinde angefertigt, das erste für den 1789 verstorbenen Johann Georg Heel, das andere für Johann Baptist Hueber, der 1747 verstarb. Eine Gedenktafel für die Gefallenen des Krieges von 1805 bis 1815 besteht aus einer Solnhofer Platte mit einer Ätzschrift und wurde um 1830 angefertigt. Des Weiteren befinden sich in der Kirche zwei Holzstatuen der Heiligen Joachim und Anna. Sie sind in einem reichen Rocaillerahmen und wurden um 1750 bis 1760 geschaffen. Unter der Empore befinden sich beiderseits jeweils sieben Stationen eines 1926 von Waldemar Kolmsperger auf Holz gemalten Kreuzweges.

### Fresken

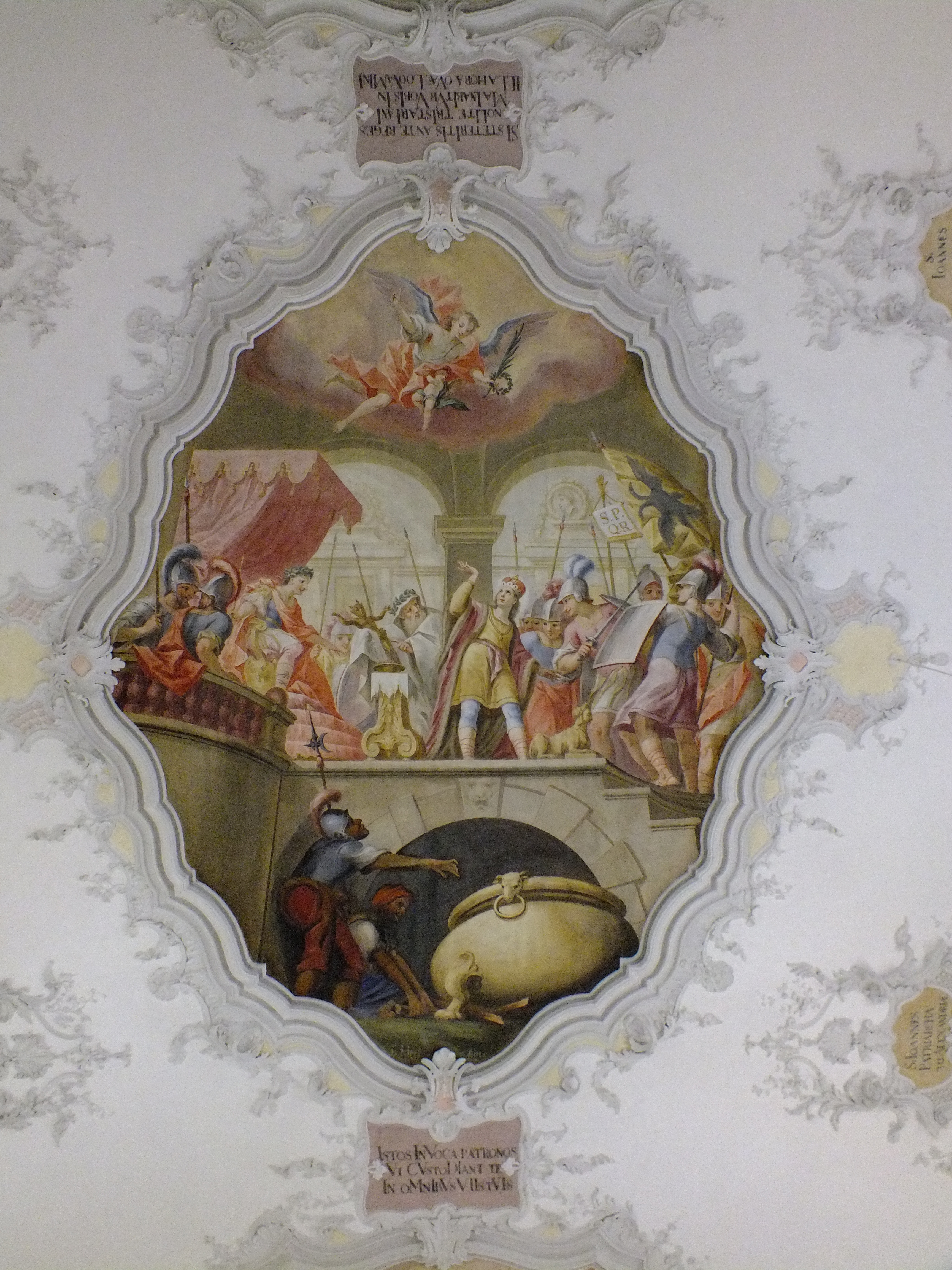
Das Hauptdeckenfresko im Langhaus mit dem Stuckrahmen

Die Deckengemälde der Kirche aus dem Jahre 1738 stammen von Johann Heel. Das Hauptfeld im Chor zeigt die Fürbitte des heiligen Vitus vor der Heiligen Dreifaltigkeit und eine Ansicht der Kirche. In den Nebenfeldern malte der Künstler die Schlüsselübergabe Jesu an Petrus und den Evangelisten Johannes. Über dem Chorbogen befindet sich an der Ostseite ein Porträt des Pfarrers Johann Baptist Hueber mit einem Chronogramm der Jahreszahl 1738. Daneben enthalten zwei Kartuschen dieselbe Jahreszahl als Chronogramm.
Das Hauptfeld im Langhaus zeigt die Weigerung des heiligen Vitus gegenüber dem römischen Kaiser Diokletian, seinen Glauben aufzugeben und den heidnischen Göttern zu opfern. Es ist mit Jo. Heel pinx bezeichnet. Im östlichen Feld sind die Muttergottes und Heilige, im westlichen Feld die Heiligen Sebastian, Ottilie und Martha zu sehen. Die Nebenfelder über dem Chorbogen tragen das Wappen des Abtes Bernhard Beck vom Kloster Irsee sowie Darstellungen des heiligen Johannes, des Bischofs zu Tungers und des heiligen Johannes von Vrisica. Die Heiligen Johannes Marcus, Bischof zu Biriso, Johannes der Almosengeber, Patriarch von Alexandrien, Johannes, Priester und Märtyrer und Johannes in Pretanne sind auf den Nebenfeldern auf der Südseite dargestellt. Die Felder auf der Nordseite zeigen die Heiligen Johannes, Bischof zu Teroan,  Johannes Cantius, Doktor und Pfarrer, Johannes, Priester und Märtyrer,  Johannes I., Papst und Märtyrer sowie Johannes, Bischof zu Bergae und Märtyrer.
Die Wandmalereien an den Chorseitenwänden aus dem Jahre 1749 stammen wohl von Franz Joseph Degle und haben an der Nordseite im östlichen Feld die Muttergottes und die Heiligen Benedikt von Nursia, Scholastika von Nursia, Faustus, Candidus und Eugenius mit einer Ansicht von Mauerstetten zum Inhalt, im westlichen Feld über dem Oratorium den heiligen Bernhard von Clairvaux. Gegenüber an der Südseite befindet sich ein Bild des heiligen Maurus.

### Stuck
Der Stuck wurde 1738 unter Leitung von Ignaz Finsterwalder in der Kirche angebracht. Daran beteiligt waren die Künstler Jakob Rauch, Christian Greinwald, Hans Michael Schütz, Hans Michael Hötzel, Peter Braun und Johann Sedelmaier. Muschel- und Gitterwerk in den Gewölbefeldern des Chors, am Chorbogen und als Rahmung der Deckengemälde ist durchsetzt von farbig gefassten Blättern, Zweigen und Blumen. Über den Fenstern des Chores befinden sich Muschelwerkkartuschen mit Puttenköpfen. In den östlichen Langhausecken sind über dem Gebälk Blumenvasen angebracht. Die Apostelleuchter an den Wänden sind von reichem Muschel- und Gitterwerk umgeben.

### Altäre

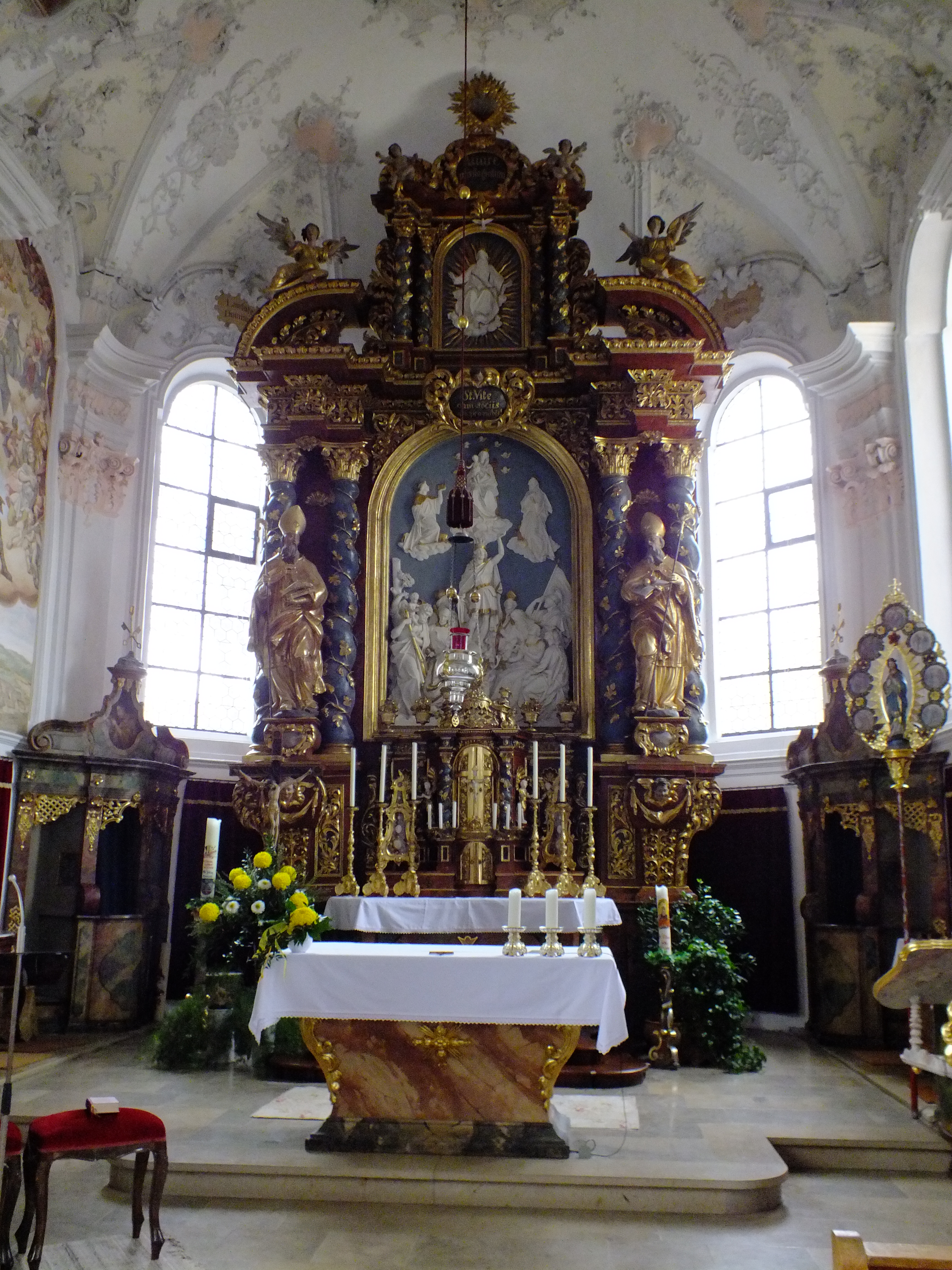
Der Hochaltar

#### Hochaltar
Der Hochaltar eines Türkheimer Schreiners stammt vom Anfang des 18. Jahrhunderts. Der Aufbau besteht aus marmoriertem Holz mit vergoldetem Akanthusdekor. Die Mensa ist konkav geschwungen, der Tabernakel hat gedrehte Vollsäulen und an den Seitenfeldern Engelsstatuetten. Anstelle eines Altarblattes befindet sich am Altar ein Relief der 14 Nothelfer von Josef Beyrer. Es wird von Paaren gedrehter Halbsäulen flankiert. Davor stehen golden gefasste Holzfiguren der Heiligen Ulrich von Augsburg und Nikolaus. Auf den runden Giebelschenkeln befinden sich Engelsfiguren. Im Altarauszug stellt ein Relief von Josef Beyrer Gottvater dar; es ist von Paaren gedrehter Freisäulen umgeben. Das Gebälk ist verkröpft und mit Putten besetzt. Eine Kartusche mit dem Herzen Jesu bildet die Bekrönung.

#### Seitenaltäre
Die um 1711 und 1714 geschaffenen beiden Seitenaltäre bestehen aus marmorierten Holzaufbauten. Die Mensen sind konkav geschwungen, zwischen gedrehten Freisäulen befinden sich um 1872 geschaffene Reliefs von J. Beyrer. Gedrehte Halbsäulen bilden die seitlichen Abschlüsse. Die Auszüge mit den Herzen Jesu und Mariä sind von Voluten mit Putten flankiert.

### Kanzel
Die Kanzel von 1725 besteht aus einem marmorierten Holzaufbau. Über einem geschweiften Unterteil befindet sich ein runder Kanzelkorb mit Volutenvorlagen und silbern und golden gefassten Holzfiguren der vier Evangelisten. Den von Voluten mit Putten flankierten Guten Hirten an der Rückwand schuf Josef Beyrer im Jahre 1872. Den Schalldeckelaufsatz mit kräftigen Voluten krönt die Figur eines posauneblasenden Engels.